# Studienplatzklage
Eine Studienplatzklage bedeutet umgangssprachlich, dass ein von der Universität abgelehnter Studienplatzbewerber einen Anspruch auf Immatrikulation außergerichtlich und gerichtlich geltend macht.
Ein solches Vorgehen wird in den in Deutschland zulassungsbeschränkten bzw. Numerus-clausus-Fächern (wie z. B. Humanmedizin, Zahnmedizin, Tiermedizin, Pharmazie etc.) relevant, da immer mehr Studienplatzbewerber von der Stiftung für Hochschulzulassung (SfH) oder Universität die Mitteilung erhalten, dass sie auf einer Rangliste eingetragen worden sind bzw. erst nach einer Wartezeit einen Studienplatz zugeteilt bekommen.

## Grundlage
Die Studienplatzklage wird dabei auf die Behauptung gestützt, es gebe tatsächlich mehr Studienplätze an der Universität als dies in der offiziellen Zahl der von der SfH oder Universität ausgewiesenen Studienplätze zum Ausdruck kommt. Eine Zuteilung eines dieser freien Studienplätze kann der Bewerber dadurch erreichen, dass ein Antrag auf außerkapazitäre Zulassung oder nach einem Widerspruch gegen den ablehnenden Zulassungsbescheid, ein gerichtliches Eilverfahren im vorläufigen Rechtsschutz (sog. einstweilige Anordnung) bzw. eine Klage vor dem zuständigen Verwaltungsgericht (sog. Kapazitätsklage) angestrengt wird. Regelmäßig werden die Universitäten verurteilt, weitere Studienplätze einzurichten, da die möglichen Kapazitäten nicht voll ausgeschöpft sind. In der Folge werden dann diese neuen freien Studienplätze unter den Klägern der Studienplatzklage vergeben. Fast immer werden diese weiteren Studienplätze verlost (so genanntes Losverfahren), seltener unter den Klägern bzw. Antragstellern in Anlehnung an die Kriterien der SfH vergeben (Abiturnote, Wartezeit, Auswahlkriterien der Hochschule).

## Vorgehen
Da die Studienplatzklage sich gegen die Kapazitätsberechnungen der Hochschulen richtet und nicht gegen das Vergabeverfahren der Stiftung für Hochschulzulassung, muss ein Kläger sich prinzipiell nicht im bundesweiten Vergabeverfahren beworben haben. Es muss auch nicht der Ablehnungsbescheid der SfH abgewartet werden. Voraussetzung für die Studienplatzklage ist vielmehr eine Bewerbung bei der Hochschule direkt um einen Studienplatz außerhalb der festgesetzten Kapazität. Nur wer einen solchen Antrag form- und fristgerecht gestellt hat, kann einen Antrag auf Erlass einer einstweiligen Anordnung beim zuständigen Verwaltungsgericht stellen. Grundsätzlich bedarf es hierzu keines Anwalts. Allerdings gelten in einzelnen Bundesländern als auch von Universität zu Universität unterschiedliche Frist- und Formvorschriften, die in einigen Bundesländern auch eine normale Bewerbung (bei der Stiftung für Hochschulzulassung) voraussetzen.
Ferner ist gegen die Entscheidung des Verwaltungsgerichtes in erster Instanz ein Rechtsmittel gegeben (im vorläufigen Rechtsschutzverfahren die Beschwerde). In zweiter Instanz vor den Oberverwaltungsgerichten/Verwaltungsgerichtshöfen besteht Anwaltszwang. Im Unterschied zum erstinstanzlichen Verfahren, in dem zusätzliche Studienplätze unter allen Antragstellern vergeben werden, werden diese im Beschwerdeverfahren nur unter Bezugnahme auf den jeweiligen anwaltlichen Sachvortrag vergeben.

## Erfolgsaussichten
Die Erfolgsaussichten, durch eine Studienplatzklage einen Studienplatz zu erhalten, richten sich nach der Anzahl der eingelegten Studienplatzklagen (an mehreren Universitäten) und der Anzahl der Studienplatzkläger, unter denen bei Erfolg der Studienplatzklage die freien Kapazitäten der Universität verteilt werden. Unter anderem in Baden-Württemberg wird im Falle einer erfolgreichen Studienplatzklage die Abiturnote als Verteilungskriterium herangezogen, in anderen Bundesländern gilt das Losverfahren.

## Kosten
Die Kosten für eine Studienplatzklage setzen sich aus den Gerichtskosten, dem Honorar der Anwälte der verklagten Hochschulen, dem Honorar des eigenen Anwalts und ggf. weitere Auslagen wie Reisen zu Gerichtsterminen oder Beschaffung von Unterlagen zusammen. Pauschal sind sie für den Einzelfall nicht zu beziffern.